# Mauligobius
Mauligobius és un gènere de peixos de la família dels gòbids i de l'ordre dels perciformes.

## Taxonomia
- Mauligobius maderensis (Valenciennes, 1837)[3]
- Mauligobius nigri (Günther, 1861)[4][5][6][7][8][9][10]